# Ørland
Ørland er en kommune på Fosenhalvøen i Trøndelag fylke i Norge Den grænser i øst til Bjugn kommune.
I forbindelse med regeringen Solbergs kommunereform vedtog Stortinget 8. juni 2017 at Bjugn og Ørland kommuner slås sammen fra 1. januar 2020. Den nye kommune får navnet Ørland, men med Botngård (som skifter navn til Bjugn i 2020) som administrationscenter for den nye kommune.

## Geografi
Ørland kommune er lille i udstrækning, og overvejende er en flad gruslette i form af en halvø, og skiller sig tydelig fra nabokommunens topografi. 91 % af kommunens areal ligger under 60 m.o.h. Det meste ligger endog lavere end 20 m.o.h.
Højeste fjeld er Osplikammen, 285 m.o.h., som ligger i Rusaset, et fjeldområde på grænsen til Bjugn kommune. Kun 2% av kommunens areal ligger over 160 m.o.h.
Det meste af kommunens areal er brugt af forsvaret, til landbrug, som naturfredningsområder eller som bebyggede områder.

## Samfund
Kommunen består af kommunecenteret Brekstad, de beboede øer Garten, Storfosna og Kråkvåg; og småbyerne Beian, Grande, Uthaug, Opphaug og Ottersbo.
Ørland kommune svarer til Ørland prestegjeld.

### Samfærdsel
Det er Hurtigbåd-forbindelse med Trondheim fire gange daglig. Der er også forbindelse til Hitra og Kristiansund. Færgeselskabet Brekstad-Valset er en forbindelse over Trondheimsfjorden. Forbindelsen er en del af rigsvej 710 fra Orkanger til Krinsvatn. Der er direkte flyrute mellem Ørland Lufthavn og Oslo Lufthavn.
Der er bro fra fastlandet til Garten, og mellem Storfosna og Kråkvåg. Mellem Garten og Storfosna går der færge.

## Erhvervsliv
Regionens største arbejdsplads er flyvestationen "Ørland flystasjon". Flyvestationen er en vigtig øvelsesbase for luftstyrker fra NATO-landene, og har omkring 80.000 gæstedøgn om året. Stationen udgør en del af Luftforsvarets bidrag til NATOs IRF-styrke. Den er også det eneste faste fremskudte flyvestation i Nordeuropa for NATOs Sentry overvågningsfly (AWACS) der normalt hører hjemme på NATO Air Base Geilenkirchen i Nordrhein-Westfalen, Tyskland. Flyvestationen deler landingsbaner med Ørland Lufthavn.
Brekstad er et betydelig handels- og servicecenter for regionen. Landbruget beskæftiger ca. 10 % af befolkningen, og er dominerende i landskabsbilledet.

## Historie
Udgravninger – senest af flere langhuse på Reksterberget, Hovde – har vist, at Ørland må have været et regionalt center allerede i jernalderen. Et af husene, som er af unik karakter, kan have tjent et specielt formål, som for eksempel tronsal, toldbod eller tingsted.
En bygdeborg fra Folkevandringstiden (ca. år 500) viser, at der må have været noget at forsvare her. Borgen ligger på Borgklinten, øst for Ottersbo og Austrått. Med sin beliggenhed ved Trondheimsfjordens munding, har Ørland været et egnet sted for en som vil udøve magt, eller kontrollere handel.
Herresædet Austråttborgen, er kommunens fornemste mindesmærke. Der har vært kongsgård / herregård på Austrått siden ca. år 1000, og flere kendte personer er knyttet til stedet. I tiden omkring Slaget ved Stiklestad sad Finn Arnesson på Austrått. Hans hustru Bergljot var brordatter til Kong Olav den Hellige og kong Harald Hårderåde. Finns datter Ingebjørg blev jarlehustru på Orkneyøerne.
Fru Inger til Austrått (1473-1555) var i sin tid Norges fornemste kvinde. Gennem arv, magtudøvelse og fornuftige dispositioner øgede hun sine rigdomme og skal have ejet eller rådet over 1/6 af Norges land. Alene, og sammen med sin mand Nils Henriksson Gyldenløve, havde hun også en politisk rolle, men Henrik Ibsens romantiske version af hende som idealistisk frihedskæmper er nok for en stor del digtning. Fru Ingers borg er jævnet med jorden, og ingen ved, hvordan den så ud. Hendes oldebarn Ove Bjelke rejste en stenpyramide over det sted, hvor fru Ingers gårdsanlæg skal have ligget. Pyramiden findes fortsat. Fru Ingers våbenskjold er i dag, i spejlvendt form, Ørlands kommunevåben.
Ove Bjelke (1611-1674) byggede den Austråttborg vi ser i dag. En herregård opført med sans for symmetri og magtsymboler, og med idealer bl.a. fra bygherrens tid som student i Italien. Anlægget, som blev bygget omkring en middelalderkirke, var færdigbygget ca. 1656. Borgen brændte i 1916, og en restaurering blev færdiggjort 1961.
Storfosen gods har også en lang historie, og er kendt fra 1100-tallet. Her var kongsgård i 1300-tallet, og gården var siden i ca. 300 år en del af landegodset til Austråtts herskere. Blandt andet boede fru Inger her som enke. Ejendommen er fremdeles blandt fylkets største gårde. På ejendommen findes bl.a. ruiner efter et kapel fra 1300-tallet.
Uthaugsgården, som fra 1829 blev ejet af Lundslægten, udviklede sig gennem 1800-tallet til at blive et velassorteret handelshus, med handel, gæstegiveri, posthus, telegraf og dampskibsekspedition. Stedet er i dag museum, og er karakteristisk ved at have bevaret mange rum og genstande intakt og i brug.
Austrått Fort er et meget velbevaret tysk fæstningsværk fra 2. verdenskrig som er åbent for publikum.

## Galleri
- Trondheimsfjordens munding, med Garten og Grande til venstre
- Flyfoto over Brekstad, synsretning VNV. Flyvepladsen i baggrunden
- Flyfoto over Brekstad, synsretning ØNØ.
- Kjeungskjær fyr, ud for Uthaug